# 芬兰境内的苏联游击队
芬兰境内的苏联游击队是继续战争期間芬蘭境內的苏联游击队。苏联游击队在芬兰境内袭击芬兰平民与军事目标。游击队的基地位於东卡累利阿地区，他们从这里深入芬兰境内进行侦查、突袭，经常袭击较弱的目标，如偏远的边境村庄，亦曾伏击车辆。他们策动的这些突袭共导致170名芬兰平民死亡，50人受伤。
1990年代以前，許多芬蘭人並不知道蘇聯游擊隊曾在芬蘭境內殺人。这背后的部分原因是芬兰在二戰战后不願与苏联鬧僵，甚至苏联游击队一度成了某种“禁忌话题”，有些出版社曾拒绝出版相关书籍。直到1998年，记者、作家韦科·埃尔基莱（Veikko Erkkilä）出版了著作《无人言说的战争》（Vaiettu sota），上述情况才有所改变。书籍出版后，芬兰公众对那段历史的关注度大增，有越来越多的人开始讨论那段往事，埃尔基莱因他这部揭露旧事的著作而被芬兰政府授予“国家信息公开奖”（Tiedonjulkistamisen valtionpalkinto）。 
在俄罗斯，曾在芬兰活动的苏联游击队员被视作“苏联伟大卫国战争”英雄。
2002年9月，芬俄双方在索丹屈莱召开和解会议。共有150人与会，其中包括芬俄学者、芬兰受害者以及两名前游击队成员。
2003年，俄方告知芬兰当局，根据苏联1926年刑法，谋杀案的追诉期限为10年，芬兰所指控的苏联游击队罪行早已过期，俄方亦不会再为芬兰提供任何档案资料。于是芬兰国家调查局撤回了对苏联游击队的指控。
2003年9月，芬兰议会通过法案，为所有遭到蘇聯游擊隊襲擊的受害者每人赔偿1500欧元。赔偿金发放标准是，领取人必须患有因游击队袭击而导致的伤病，包括心理创伤，或者在袭击中失去了父母双亲或二者之一。据估计，芬兰全国有600-700人符合赔偿标准。而此前，只有在袭击中遭受肢体伤害的人才能领取赔偿金。
2006年11月，芬蘭國防軍解密了300余张此前一直被判定为“政治敏感”或过于残酷而不适宜对广大受众公开的战时照片。其中有几十张都与苏联游击队的袭击有关，包括被游击队烧毁的村庄、被游击队杀害的遇难者尸体（包括小孩），以及为保卫村庄而拿起步枪的老年男子。此前，只有研究人员和遇难者亲属才能阅览照片。